# Allerstorf
Allerstorf è una frazione (Ortsteil) della città tedesca di Marlow.

## Storia
Il 1º gennaio 1999 il comune di Allerstorf venne aggregato alla città di Marlow.